# Fabrica de Braço de Prata
Sise dans la banlieue de Lisbonne, la Fábrica de Braço de Prata commença à fonctionner en  1908, comme Fábrica de Projecteis de Artilharia, fabricant essentiellement des obus.
Créé initialement comme une extension de l'arsenal de l'armée de terre portugaise, il devint progressivement sous la Troisième République portugaise un établissement industriel public  prenant  le nom d'INDEP (Indústrias Nacionais de Defesa, E.P.).

## Productions

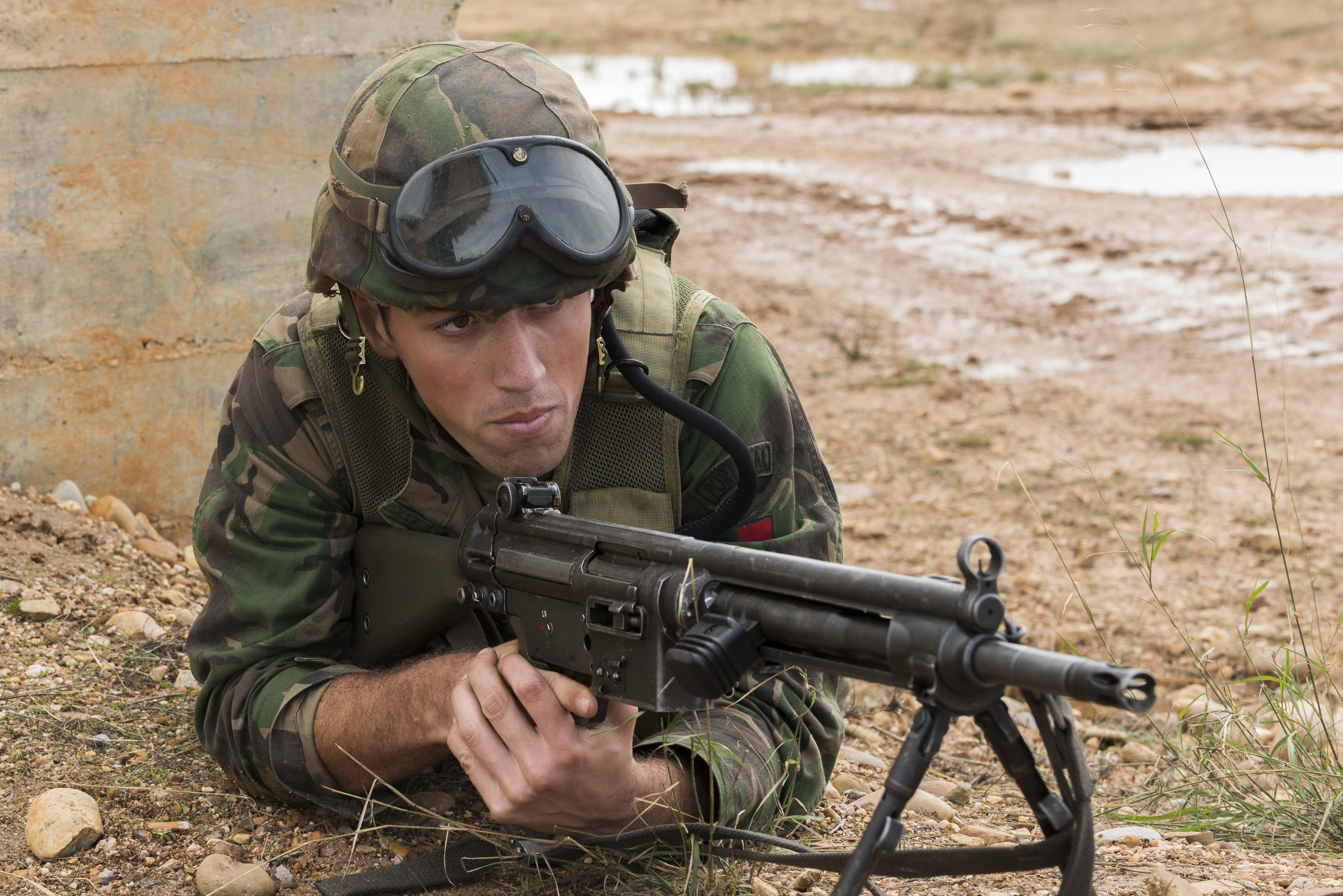
Un militaire portugais en 2015 armé d'une HK21, fabriqué sous le nom de M/968.

La production de la FBP/INDEP est essentiellement orienté par les besoins et choix  successifs des militaires portugais :
- Pistolets-mitrailleurs M/948, M/976 INDEP Lusa A1/A2. L'usine portugaise a aussi assemblé des MP5 à partir d'éléments fournis par Heckler und Koch.
- Fusils d'assaut M/961 et SG-543.
- Mitrailleuses M/968.
- grenades.
- Mortiers légers.